# Cantone di Boixe-et-Manslois
Il Cantone di Boixe-et-Manslois è una divisione amministrativa dell'arrondissement di Angoulême e dell'arrondissement di Confolens.
È stato costituito a seguito della riforma approvata con decreto del 20 febbraio 2014, che ha avuto attuazione dopo le elezioni dipartimentali del 2015.

## Composizione
Comprende i 41 comuni di:
- Ambérac
- Anais
- Aunac
- Aussac-Vadalle
- Bayers
- Cellefrouin
- Cellettes
- La Chapelle
- Chenommet
- Chenon
- Coulonges
- Fontclaireau
- Fontenille
- Juillé
- Lichères
- Lonnes
- Luxé
- Maine-de-Boixe
- Mansle
- Montignac-Charente
- Mouton
- Moutonneau
- Nanclars
- Puyréaux
- Saint-Amant-de-Boixe
- Saint-Amant-de-Bonnieure
- Saint-Angeau
- Saint-Ciers-sur-Bonnieure
- Saint-Front
- Saint-Groux
- Sainte-Colombe
- La Tâche
- Tourriers
- Valence
- Vars
- Ventouse
- Vervant
- Villejoubert
- Villognon
- Vouharte
- Xambes